# ديفيد رال
ديفيد رال (بالإنجليزية: David Rawle)‏ ممثل أيرلندي ولد في 16 أكتوبر 2000 في مقاطعة ليتريم، أيرلندا بدأ مشواره الفني عام 2012 .

## روابط خارجية
- ديفيد رال على موقع IMDb (الإنجليزية)
- ديفيد رال على موقع قاعدة بيانات الفيلم (الإنجليزية)